# Arothron stellatus
El pez globo estrellado o botete estrellado (Arothron stellatus) es una especie de peces de la familia Tetraodontidae en el orden de los Tetraodontiformes.

## Morfología
Los machos pueden llegar alcanzar los 120 cm de longitud total.

## Hábitat
Es un pez de mar de clima tropical y asociado a los  arrecifes de coral que vive entre 3-58 m de profundidad.

## Distribución geográfica
Se encuentra desde el Mar Rojo y  África Oriental hasta las Tuamotu, el sur del Japón y la isla de Lord Howe. También está presente en la costa meridional atlántico  de Sudáfrica.